# Rafalus
Genre
Rafalus est un genre d'araignées aranéomorphes de la famille des Salticidae.

## Distribution
Les espèces de ce genre se rencontrent au Moyen-Orient, en Afrique de l'Est, en Asie centrale et en Asie du Sud.

## Liste des espèces
Selon World Spider Catalog (version 21.5, 10/11/2020) :
- Rafalus arabicus Wesołowska & van Harten, 2010
- Rafalus christophori Prószyński, 1999
- Rafalus feliksi Prószyński, 1999
- Rafalus insignipalpis (Simon, 1882)
- Rafalus karskii Prószyński, 1999
- Rafalus minimus Wesołowska & van Harten, 2010
- Rafalus stanislawi Prószyński, 1999
- Rafalus variegatus (Kroneberg, 1875)
- Rafalus wittmeri (Prószyński, 1978)

## Étymologie
Ce genre est nommé en l'honneur de Jan Rafalski (1909-1995).

## Publication originale
- Prószyński, 1999 : « Description of Rafalus gen. n. (Aranei: Salticidae), with special reference to the Near East fauna. » Arthropoda Selecta, vol. 8, no 2, p. 89-101 (texte intégral).